# Chanel West Coast
Chanel West Coast, pseudonimo di Chelsea Chanel Dudley (Los Angeles, 1º settembre 1988), è una rapper, personaggio televisivo e attrice statunitense.

## Carriera
Chanel appare in televisione per la prima volta nella Fantasy Factory di MTV, lavorando per Rob Dyrdek come segretaria, in seguito fu aggiunta come uno dei principali membri del cast della serie nella prima stagione. Dudley è anche la co-presentatrice in Ridiculousness.
All'inizio del 2009 ha collaborato con Tiffanie Anderson al singolo Melting Like Ice Cream. Nel 2010 ha collaborato con il rapper Somaya Reece al singolo Tramp. Ha successivamente scritto e registrato canzoni in studio per il debutto del suo primo album e si è esibita anche in discoteche e locali negli Stati Uniti. Dudley è comparsa anche nella canzone dei Planet Hollywood Phamous, dove ha collaborato con la Midi Mafia.
Nel 2015 ha pubblicato il Mixtape Waves contenente 11 tracce in cui ha collaborato con diversi artisti.
Nel 2020 pubblica l'album di debutto America's Sweetheart, originariamente previsto per il 2016.

## Discografia

### Album
- 2013 – Now You Know (Young Money Entertainment)
- 2015 – Waves (Young Money Entertainment)
- 2020 – America's Sweetheart (Riveting Entertainment)

### Singoli

#### Come artista principale
- 2013 – I Love Money
- 2013 – Keep Spinning
- 2013 – Karl
- 2013 – Alcoholic
- 2013 – Been On (feat. French Montana)
- 2014 – Blueberry Chills (feat. Honey Cocaine)
- 2014 – Miles and Miles
- 2015 – Bass In The Trunk
- 2019 – The Middle
- 2019 – Anchors
- 2020 – No Plans
- 2020 – West Coast Christmas
- 2020 – 40 Yard Dash

#### Come artista ospite
- 2014 – Hittin' Like (Shanell feat. Chanel West Coast)

## Filmografia

### Televisione
- Rob Dyrdek's Fantasy Factory (2009-presente)
- Hard Times - Tempi duri per RJ Berger – serie TV, episodio 2x12 (2011)
- Ridiculousness - Veri American Idiots – programma TV (2011-presente)
- Hollywood Saturday Night – serie TV, episodio 1x04 (2012)
- Wild Grinders – serie TV, 55 episodi (2012-2015)
- The Playboy Morning Show – programma TV, episodio 8x87 (2016)
- Convenience Store Sessions – programma TV, episodio 2x03 (2017)

### Video musicali
- Cooler than Me
- Love Letter